# 春名徹
春名 徹（はるな あきら、1935年（昭和10年）12月13日 - ）は、日本のノンフィクション作家、漂流民研究家。妻は作家の入江曜子。

## 来歴・人物
東京府生まれ。都立日比谷高校を経て、1959年東京大学文学部東洋史学科卒業。
中央公論社勤務を経て、作家活動に入る。東洋史研究から江戸期の漂流民の研究に興味を移し、1980年（昭和55年）、『にっぽん音吉漂流記』で大宅壮一ノンフィクション賞、日本ノンフィクション賞を受賞。
また國學院大學・学習院大学各講師、調布学園女子短期大学(現・田園調布学園大学短期大学部)教授を歴任。	
史学会、日本文芸家協会、日本ペンクラブ、各会員。 

## 紫禁城の黄昏
入江と共訳した岩波文庫版レジナルド・ジョンストン『紫禁城の黄昏』は、同書の祥伝社版を監修した渡部昇一から、満洲侵略を日本側の悪と決めつけるために、都合の悪いいくつかの部分（溥儀が日本の侵略に協力的であった描写）を省略していると批判された。

## 著作

### 単著
- 『にっぽん音吉漂流記』晶文社、1979年5月。
  - 『にっぽん音吉漂流記』中央公論社〈中公文庫〉、1988年11月。ISBN 4-12-201568-5。
- 『世界を見てしまった男たち』文藝春秋、1981年7月。
  - 『世界を見てしまった男たち 江戸の異郷体験』筑摩書房〈ちくま文庫〉、1988年3月。ISBN 4-480-02209-0。
- 『漂流 ジョセフ・ヒコと仲間たち』角川書店〈角川選書 132〉、1982年1月。
- 『大いなる海へ』講談社、1985年7月。ISBN 4-06-202133-1。
- 『中浜万次郎 世界をみてきたジョン＝マン』講談社〈講談社火の鳥伝記文庫〉、1986年7月。ISBN 4-06-147563-0。
- 『音吉少年漂流記』田代三善絵、旺文社〈旺文社ジュニア・ノンフィクション〉、1988年3月。ISBN 4-01-069497-1。
- 『マルコ＝ポーロ』宮本忠夫画、講談社〈少年少女伝記文学館 第4巻〉、1988年8月。ISBN 4-06-194604-8。
- 『音吉少年漂流記』旺文社〈必読名作シリーズ〉、1989年4月。ISBN 4-01-066028-7。
- 『島の旅島の人』木内博写真、世界文化社、1995年7月。ISBN 4-418-95513-5。
- 『細川幽斎 栄華をつかんだ文武両道の才』PHP研究所〈PHP文庫〉、1998年10月。ISBN 4-569-57205-7。
- 『北京 都市の記憶』岩波書店〈岩波新書〉、2008年4月。ISBN 978-4-00-431126-3。
- 『細川三代 幽斎・三斎・忠利』藤原書店、2010年10月。ISBN 978-4-89434-764-9。

### 共著
- 「一八六二年幕府千歳丸の上海派遣」、田中健夫 編『日本前近代の国家と対外関係』吉川弘文館、1987年4月。ISBN 4-642-01270-2。
- 「荀彧」、尾崎秀樹、立間祥介・寺尾善雄 著、尾崎秀樹、陳舜臣 編『名将の戦略』講談社〈中国の群雄 6〉、1998年5月。ISBN 4-06-191886-9。
- 「三成をめぐる七人の男たち」、新人物往来社 編『石田三成 野望！関ケ原』新人物往来社〈新人物文庫 20〉、2009年8月。ISBN 978-4-404-03735-0。

### 翻訳
- W.ヒントン『翻身 ある中国農村の革命の記録』 1・2、加藤祐三共訳、平凡社、1972年。
- W.ヒントン『百日戦争 清華大学の文化大革命』平凡社、1976年。
- ベイジル・ホール『朝鮮・琉球航海記 1816年アマースト使節団とともに』岩波書店〈岩波文庫〉、1986年7月。
- レジナルド・ジョンストン『紫禁城の黄昏』入江曜子共訳、岩波書店〈岩波文庫〉、1989年2月。ISBN 4-00-334481-2。
- ニム・ウェールズ『中国に賭けた青春 : エドガー・スノウとともに』入江曜子共訳、岩波書店、1991年。ISBN 978-4000013635。

### 論文
- 「開国と漂流民群像」対談鶴見和子・春名徹述、山下恒夫再編『江戸漂流記総集 石井研堂これくしょん』 第5巻、日本評論社、1992年12月。ISBN 4-535-06615-9。
- 「アジアにおける銃と砲」、荒野泰典ほか 編『アジアのなかの日本史』 6巻、東京大学出版会、1993年4月。ISBN 4-13-024126-5。